# Sophia Lefeber
Sophia Lefeber (* 1992) ist eine deutsche Jazzmusikerin (Gesang, Geige, Songwriting).

## Leben und Wirken
Lefeber lernte als Kind Geige und erhielt dann Klavier- und Gesangsunterricht. Nach dem Abitur ließ sie sich zunächst an der Musication Berufsfachschule für Musik in Nürnberg zur staatlich anerkannten Chor- und Ensembleleiterin ausbilden. Nach einem Bachelorstudium Jazzgesang an der Musikhochschule Würzburg absolvierte sie ein Masterstudium im Fach Gesang „JazzPerformance“ mit Nebenfach Komposition am Conservatorium Maastricht.
Lefeber leitete ihr eigenes Sextett. Mit ihrem Neofolk-Projekt Stop at Paris trat sie als Vorgruppe für das Alan Parsons Project, Jethro Tull, Roger Hodgson und Ritchie Blackmore auf. Im Trio mit Steve Landgraf und Max Koch legte sie 2024 bei Unit Records das Album Restless Response vor, das gute Kritiken erhielt. Zudem ist sie mit dem Quartett Scary Good unterwegs.
Außerdem ist Lefeber als Gesangslehrerin tätig.